# NGC 4388
NGC 4388 es una galaxia espiral -quizás una galaxia espiral barrada- vista casi de canto y situada en la constelación de Virgo y a una distancia de 60 millones de años luz de la Vía Láctea. Es un miembro del Cúmulo de Virgo, visible con telescopios de aficionado, que a pesar de no ser uno de los miembros más brillantes de su cúmulo es muy notable por diversos factores como ser una galaxia Seyfert, la primera encontrada en el Cúmulo de Virgo., y sobre todo la pérdida de hidrógeno neutro que está sufriendo debido a su movimiento a través del Cúmulo de Virgo y el rozamiento con el gas caliente que llena el medio intergaláctico de éste y/o el existente alrededor de la vecina galaxia M86; el resultado neto de este proceso es la existencia de una gran nube de gas con una masa de más de 300 millones de masas solares existente en el espacio intergaláctico, y que dada su densidad tal vez acabe colapsando y provocando el nacimiento de estrellas. Además, el núcleo galáctico activo de esta galaxia ha ionizado ese gas en parte provocando grandes filamentos de hidrógeno ionizado con una longitud de hasta 30 kiloparsecs.
De modo similar a lo que ha sucedido con otras galaxias espirales del cúmulo que han perdido buena parte de su medio interestelar por procesos similares (como por ejemplo M90), en NGC 4388 el gas y la formación estelar se hallan concentrados en las regiones centrales de esta galaxia. De hecho, al parecer hace apenas 200 millones de años que la formación estelar disminuyó hasta desaparecer en las regiones exteriores de NGC 4388 al perderse el gas existente allí.